# Flabellina alternata
Flabellina alternata is een slakkensoort uit de familie van de Flabellinidae. De wetenschappelijke naam van de soort is voor het eerst geldig gepubliceerd in 1998 door Ortea & Espinosa.